# Siketvakság
A siketvakságba olyan fogyatékos állapotok tartoznak, amikben a látás és a hallás is annyira sérült, hogy az egyik érzék sérülését nem lehet a másikkal kompenzálni. Ez egy többszörös fogyatékosság, ami magában foglalja a látás- és a hallássérülést, mégsem tekinthető egyszerűen a siketség és a vakság kombinációjának; ezért rendszerint külön fogyatékossági típusként kezelik. Egyes becslések szerint Magyarországon 1200 siketvak él.

## Okok és típusok
Ahhoz, hogy valakit siketvaknak tekintsenek, nem kell egyszerre vaknak és siketnek lennie, hanem lehet gyengénlátó vagy nagyothalló.
A látás- és a hallássérülés kialakulásának időpontja szerint többféle helyzet állhat elő:
- a látássérülés veleszületett, a hallássérülés nyelvelsajátítás előtti
- a látássérülés veleszületett, a hallássérülés nyelvelsajátítás utáni
- a hallássérülés veleszületett, a látássérülés gyermekkorban alakult ki
- a hallássérülés veleszületett, a látássérülés gyermekkor után (serdülő- vagy felnőttkorban) alakult ki
- mindkét sérülés veleszületett, vagy nagyon korán alakult ki
- a siketvak személy épen született, és mindkét sérülése később alakult ki

A siketvakság vezető oka, az Usher-szindróma gyakran értelmi fogyatékossággal is társul. A két érzék elvesztése miatti információhiány következtében a sérült gyerek mentálisan retardálttá is válhat. Ez azt jelenti, hogy kevésbé látszik intelligensnek, mint amilyen.
Ezeket az állapotokat nem lehet egységesnek tekinteni.
Korai látássérülés esetén inkább a látássérültek számára készült segédeszközök dominálnak. Korai hallássérülés esetén fontos lehet a siketkultúrához való tartozás. A két fogyatékosság együttes megjelenése egészen mást eredményez: az élet nehezebb, és a siketvak mások segítségére szorul. Fejlesztésük speciális, a siketekétől és a vakokétól is különböző módszereket igényel.
A siketvakságnak legalább 70 különböző oka van. Ezek közül az Usher-szindróma a legismertebb.

## Segédeszközök
Gyengénlátás esetén használhatók a síkírás olvasásához szükséges eszközök, így például nagyító, nagy betűs szövegek, nagy képernyő. Nagyothallás esetén hallókészülékek alkalmazhatók. Néhány siketvak gyerek cochleáris implantátumot kapott, de nincsenek tudományos eredmények ennek a hasznosságáról. A mai Magyarországon a speciális siketvakos segédeszközök drágák, nem számítanak segédeszköznek, ezért a legtöbb érintett számára elérhetetlenek.

## Kommunikáció
A siketvak emberek kommunikációja a tapintáson alapszik. Használják a jelnyelv tapintásos formáját (kézből kézbe jelelés) és a hangnyelv átkódolását, sokszor betűről betűre. Számukra speciális kódrendszereket dolgoztak ki. Sokuk beszélni is képes. Beszédértésük halláscsökkenésüktől függ.
A kommunikáció típusa a személyes élettörténetétől függ. Akik nagyothallók, vagy később siketültek meg, azok inkább beszélnek, akik korábban siketültek meg, azok inkább jelelnek. Akik látásukat és hallásukat is korán elvesztették, azok nehezen jutnak fejlesztéshez, így sokuk mindenféle nyelvtől elzárva nő fel. A mai Magyarországon csak a Vakok Általános Iskolájának Siketvak Tagozatán foglalkoznak mindössze tíz siketvak gyerekkel és fiatallal.

## Hírességek
A leghíresebb siketvak Helen Keller, aki épen született, és 19 hónapos korában vesztette el a látását és a hallását egy máig ismeretlen betegség következtében. Az ekkor folyamatban levő, de megszakadt nyelvelsajátítást csak több mint négy év múlva kezdhette újra.
A Nalaga'at egy Izraelben működő jelelő siketvakokból álló társulat, az első ilyen a világon. Mivel orosz származásúak, ezért legtöbbjük csak orosz jelnyelven beszél.